# Station Tarnowo Pomorskie
Station Tarnowo Pomorskie is een spoorwegstation in de Poolse plaats Tarnowo.